# 克里特的丟卡利翁
克里特的丟卡利翁是希臘神話中的克里特國王，其子伊多梅纽斯繼任后帶領國家參加了特洛伊戰爭。丟卡利翁是邁諾斯之子，宙斯之孫。
奧德修斯曾在他同其妻子講話時假扮其二子艾同。 不過艾同究竟存在與否並不能確定。
他也是 克里特和莫洛斯之父。